# Rio Drăculea (Berivoi)
O Rio Drăculea é um rio da Romênia, afluente do Berivoi, localizado no distrito de Braşov.